# Rhipibruchus atratus
Rhipibruchus atratus là một loài bọ cánh cứng trong họ Bruchidae. Loài này được Kingsolver miêu tả khoa học năm 1982.